# Ультрафиолетовая расходимость
Ультрафиоле́товая расходи́мость в квантовой теории поля — один из вариантов бесконечных выражений, возникающий в квантовой теории поля до применения процедуры перенормировки. Технически, ультрафиолетовая расходимость получается из петлевых фейнмановских диаграмм, при вычислении которых возникает интеграл по четырёх-импульсу в замкнутой петле. Этот интеграл часто расходится на верхнем пределе (то есть в пределе очень больших энергий), отсюда и слово «ультрафиолетовая».
Наличие таких ультрафиолетовых расходимостей не позволяет проводить сколько-нибудь точные расчёты с помощью «наивной», неперенормированной теории поля и вообще ставит осмысленность такой теории под сомнение. Показано, однако, что эти проблемы возникают из-за логического изъяна в такой «наивной» теории. Процедура устранения этого изъяна — перенормировка — приводит во многих случаях к теориям, свободным от ультрафиолетовых расходимостей. В том случае, если перенормировка не даёт нужного результата, считается, что соответствующая физическая теория не определена в критических условиях (например, на очень малых расстояниях).
Классический пример ультрафиолетовой расходимости и причина, по которой данное явление получило такое название, связаны с проблемой, возникающей при вычислении энергии излучения абсолютно чёрного тела с помощью законов классической физики. Вычисления в этом случае приводят к бесконечно большому значению этой энергии. Данная проблема, известная как ультрафиолетовая катастрофа, разрешается с использованием законов квантовой физики, которые ограничивают количество излучаемой энергии, связывая это с тем, что излучение состоит из небольших порций − квантов, существование которых особенно отчётливо проявляется в области коротких волн.